# Ellen Dolan
Ellen Dolan (Monticello (Iowa), 16 oktober 1955) is een Amerikaans actrice.
Ze speelde in de soapserie Guiding Light, waar ze de rol van Maureen Reardon Bauer speelde van 1982 tot 1986. Daarna speelde ze in de soapserie As the World Turns, waar ze de rol van Margo Montgomery Hughes vertolkte van 1989 tot 1993, en van 1994 tot het einde van de serie in 2012.